# Моллаев, Супьян Кагирович
Супьян Кагирович Моллаев (1900, Гойты или Грозненский округ, Терская область — 1975) — советский партийный и государственный деятель, председатель Совета народных комиссаров Чечено-Ингушской АССР (1938—1944). Депутат Верховного Совета РСФСР I созыва от Чечено-Ингушетии.

## Биография
Принадлежал к тайпу Шарой.
Участник Гражданской войны, воевал с белогвардейцами в партизанском отряде Кагерманова, Хачукаева.
В 1923—1927 годах учился в университете трудящихся Востока в Москве.
25-29 июня 1938 года прошла первая сессия Верховного Совета Чечено-Ингушской АССР, на которой было избрано руководство республики. Моллаев был избран председателем Совета народных комиссаров Чечено-Ингушетии. В 1939 году был делегатом XVIII съезда ВКП(б).
22 октября 1941 года стал заместителем председателя Грозненского городского комитета обороны.
Был назначен первым командиром 114 Чечено-Ингушской кавалерийской дивизии, на базе которой впоследствии был создан 255-й отдельный Чечено-Ингушский кавалерийский полк. Однако на этой должности вскоре его заменил полковник Иван Чаленко.
Оставался в должности председателя Совнаркома до начала депортации чеченцев и ингушей. Берия докладывал Сталину:
Было доложено председателю СНК Чечено-Ингушской АССР Моллаеву о решении правительства о выселении чеченцев и ингушей и о мотивах, которые легли в основу этого решения. Моллаев после моего сообщения прослезился, но взял себя в руки и обещал выполнить все задания, которые ему будут даны в связи с выселением. Затем в Грозном вместе с ним были намечены и созваны 9 руководящих работников из чеченцев и ингушей, которым и было объявлено о ходе выселения чеченцев и ингушей и причинах выселения.
В 1958 году избран председателем исполкома Ачхой-Мартановского районного Совета депутатов трудящихся. С 1961 года — председатель обкома Профсоюза рабочих и служащих сельского хозяйства и заготовок.

## Награды
- Юбилейная медаль «XX лет Рабоче-Крестьянской Красной Армии» (22 февраля 1938)[10]
- Орден Трудового Красного Знамени (6 февраля 1942) — за образцовое выполнение заданий Правительства по увеличению добычи нефти, производству оборонных нефтепродуктов и боеприпасов[11]
- Орден Ленина (13 января 1943) — за успешное выполнение задания Правительства по строительству оборонительных рубежей[12].
- Орден Отечественной войны II степени (25 октября 1943)[13]